# (1723) Klemola
(1723) Klemola es un asteroide perteneciente al cinturón de asteroides descubierto el 18 de marzo de 1936 por Yrjö Väisälä desde el observatorio de Iso-Heikkilä, Finlandia.

## Designación y nombre
Klemola fue designado inicialmente como 1936 FX.
Más tarde se nombró en honor del escritor finés Irja Klemola (1898-1995).

## Características orbitales
Klemola orbita a una distancia media del Sol de 3,013 ua, pudiendo acercarse hasta 2,883 ua. Tiene una inclinación orbital de 10,94° y una excentricidad de 0,04298. Emplea 1910 días en completar una órbita alrededor del Sol.